# Bel Air (Guano Apes)
Bel Air is het vierde studioalbum van de Duitse band Guano Apes.
Het album werd op 1 april 2011 uitgebracht, het was het eerste nieuwe studioalbum van de Guano Apes sinds hun reünie in 2009, acht jaar na Walking on a Thin Line welke in 2003 uitkwam. 
Het album is verkrijgbaar in vier verschillende versies: een standaardeditie (één cd), luxe versie (één cd en een poster), gouden versie(twee cd's) en een vinylversie (twee platen en een poster).

## Nummers
Alle muziek en teksten zijn geschreven door Sandra Nasić.

| 1.                 | "Sunday Lover"                                                        | 3:58 |
| 2.                 | "Oh What a Night"                                                     | 3:12 |
| 3.                 | "When the Ships Arrive"                                               | 4:05 |
| 4.                 | "This Time"                                                           | 3:51 |
| 5.                 | "She's a Killer"                                                      | 3:15 |
| 6.                 | "Tiger"                                                               | 2:33 |
| 7.                 | "Fanman"                                                              | 3:51 |
| 8.                 | "All I Wanna Do"                                                      | 3:05 |
| 9.                 | "Fire in Your Eyes"                                                   | 4:38 |
| 10.                | "Trust"                                                               | 3:25 |
| 11.                | "Fire" (bonusnummer op deluxe versie/gouden versie)                   | 3:47 |
| 12.                | "Carol and Shine" (bonusnummer op deluxe versie/gouden versie)        | 3:24 |
| 13.                | "Running Out the Darkness" (bonusnummer op gouden versie/vinylversie) | 3:22 |
| 14.                | "Staring at the Sun" (bonusnummer op gouden versie/vinylversie)       | 3:11 |
| Totale duur: 35:58 |                                                                       |      |

## Bezetting
- Sandra Nasić - zang
- Henning Rümenapp - gitaar
- Stefan Ude - basgitaar
- Dennis Poschwatta - drums